# Honorius III
Pour les articles homonymes, voir Honoré III.
Honorius III, né Cencio Savelli à Rome (à une date inconnue), décédé à Rome le 18 mars 1227, est le 177e évêque de Rome et donc pape de l’Église catholique de 1216 à 1227. Il lance la cinquième croisade décidée par son prédécesseur lors du concile de Latran. Il soutient également la croisade des albigeois.

## Biographie

### Les débuts
Cencio Savelli naquit à Rome à une date inconnue. Sa famille, les Savelli, tenait son nom de la forteresse de Sabellum, près d'Albano.
Il fut d'abord chanoine à l'église de Sainte-Marie-Majeure à Rome puis devint chambellan du Pape en 1188 et cardinal-diacre de Santa Lucia in Silice en 1193. Sous Clément III (1187-1191) puis Célestin III (1191-1199), il fut le trésorier de l'Église catholique.
En 1197, il devint un tuteur du futur empereur Frédéric II, qui avait été confié à la garde du pape Innocent III par l'impératrice Constance.
Innocent III le créa cardinal-prêtre le 13 mars 1198 ; il devint plus tard cardinal de Saints-Jean-et-Paul.

### Élection papale
Après la mort d'Innocent III, dix-neuf cardinaux se rassemblèrent à Pérouse (les papes aimant alors alterner leur résidence entre Rome en hiver et d'autres cités plus agréables des états pontificaux en été) afin d'élire son successeur. Censio Savelli fut élu dès le deuxième jour, soit le 18 juillet 1216. Son couronnement se tint le 31 août suivant à Rome.

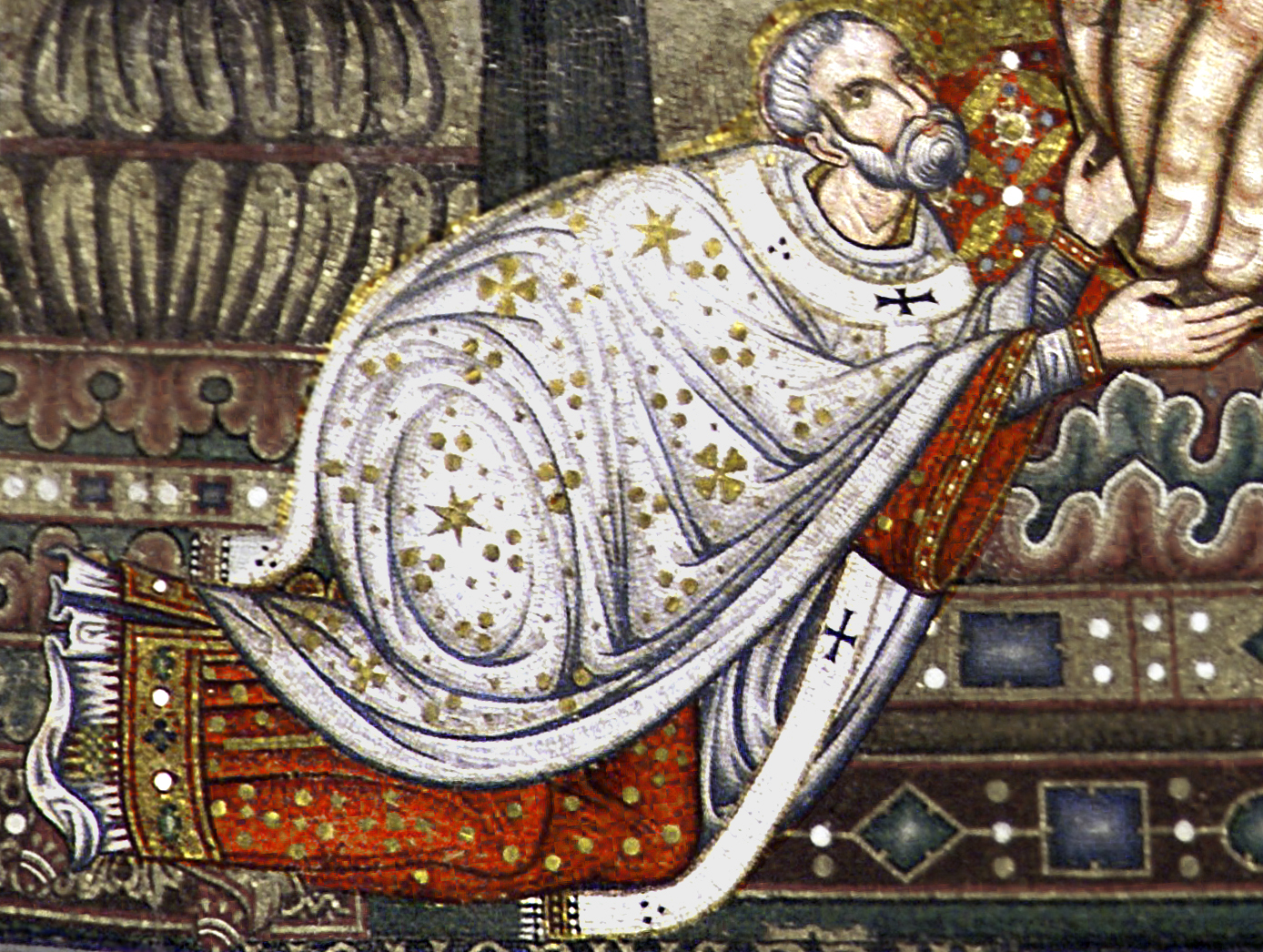
Honorius s'est fait représenter aux pieds du Christ dans sur la grande mosaïque de la basilique Saint-Paul-hors-les-Murs de Rome

### Pontificat

#### La cinquième croisade

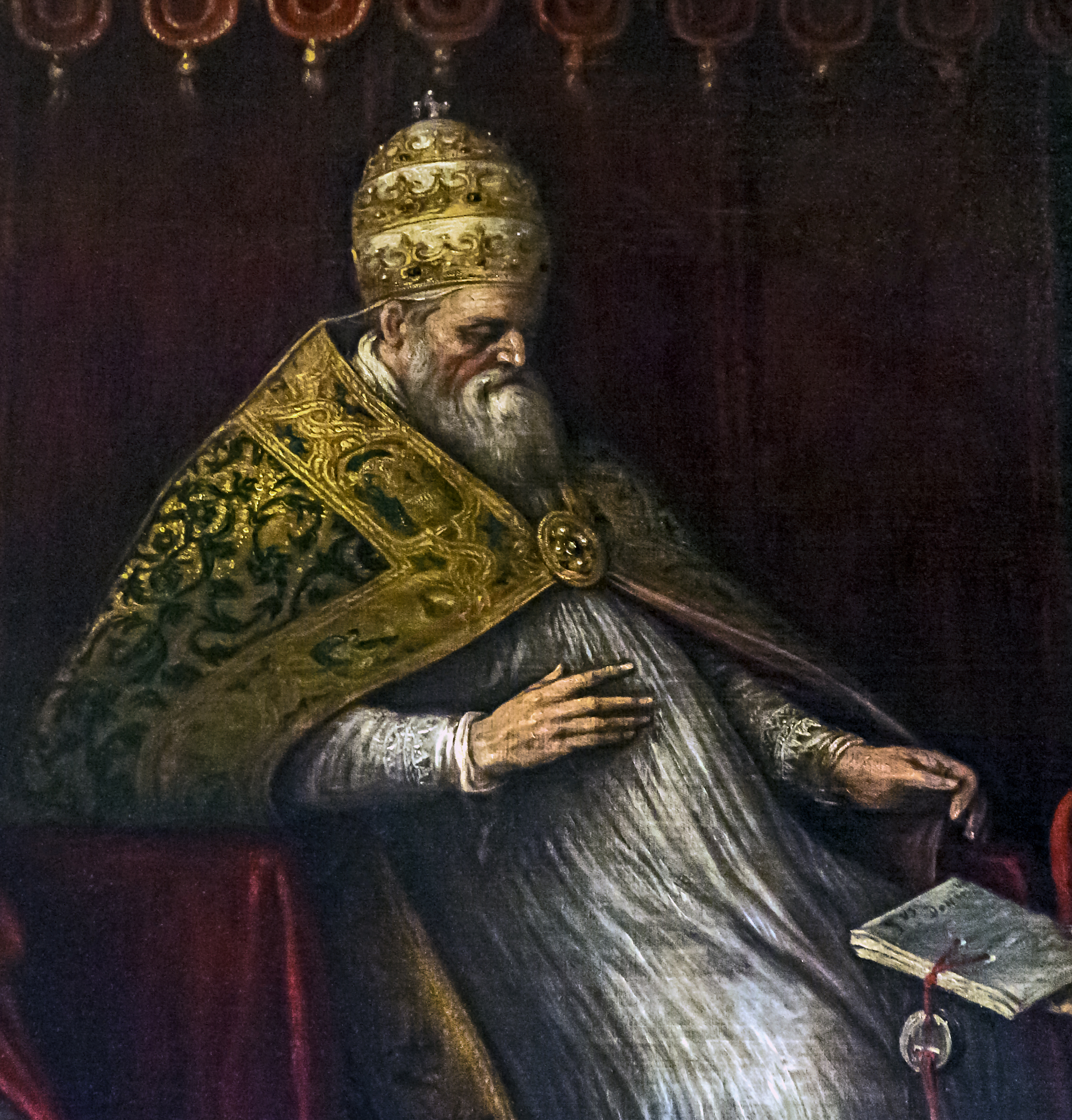
Honorius III par Leandro Bassano.

Appelée par le concile du Latran IV de 1215, Honorius III en commença les préparatifs en 1217.
Il leva une dîme exceptionnelle, le pape et chaque cardinal devant contribuer un dixième de plus pendant trois ans et les évêques un douzième de leurs revenus. Mais ces fonds restaient insuffisants.
Il fit couronner Pierre II de Courtenay (avril 1217) empereur de Constantinople. Ce nouvel empereur fut ensuite capturé et périt sans avoir pu avancer d'argent. Honorius attendait donc avec impatience le soutien de Frédéric II, qui avait juré de s'embarquer en 1217. En 1220, Frédéric II fut élu empereur et couronné à Rome, mais continua à temporiser.
La campagne d'Égypte échoua avec la perte de Damiette (8 septembre 1221). Le roi André II de Hongrie et d'autres croisés allemands vinrent reprendre Damiette mais cette victoire fut sans lendemain.
Le 21 juin 1225 fut fixé comme date pour le départ de Frédéric II et Honorius III organisa son mariage avec Isabelle, héritière du royaume de Jérusalem, pour lui donner enfin une incitation à partir. Frédéric signa ensuite le traité de San Germano en juillet 1225 pour obtenir un nouveau report de deux ans.

#### Croisade des Albigeois
Honorius III soutint la croisade des Albigeois qui avait lieu dans le Sud de la France. Il confirma Simon IV de Montfort dans sa conquête des territoires de Raymond VI de Toulouse et fit en sorte d'obtenir l'aide du roi de France Louis VIII, à qui il accorda d'assiéger et de prendre Avignon, malgré les protestations de Frédéric II qui la considérait comme une ville impériale.

#### Confirmation d'ordres religieux
Il confirme la fondation de l'ordre de Dominique et la règle établie par ce dernier dans sa bulle Religiosam vitam, datée du 22 décembre 1216,, et celle de François d'Assise dans sa bulle Solet annuere, ou Regula bullata du 29 novembre 1223,.
Il approuva la règle des ermites du mont Carmel par sa bulle du 30 janvier 1226, Ut vivendi normam et la congrégation religieuse du « Val des Écoliers » (Vallis scholarium), fondée par quatre professeurs de théologie de l'université de Paris.
Porporeiras - Porporeras - Corporières, bulle du Pape Honorius III aux religieuses de Saint-Sauveur, touchant à Porporières ou Corporières, aujourd'hui Les Bains 12 octobre 1216.

#### Écrits
- Le Liber censuum Romanæ ecclesiæ, identifié Cencius Camerarius, qui donne une liste de tous les revenus et propriétés du Saint-Siège, toutes les donations, les privilèges et les contrats avec les villes et les souverains. Le registre fut commencé sous Clément III et achevé en 1192 sous Célestin III[note 2].
- Une vie de Célestin III et une vie de Grégoire VII.
- Un Ordo Romanus, qui décrit le cérémonial et les rites pour diverses occasions et 34 sermons.

Le Grimoire du pape Honorius, bien qu'étant attribué à Honorius III, a été publié en 1629 et n'a très certainement pas été rédigé par lui.

#### Enseignement
Il ordonna par dans sa bulle Super speculam Domini que des étudiants en théologie soient soutenus dans chaque diocèse.
Il accorda des privilèges aux universités de Paris et de Bologne, les deux plus grands centres d'études à cette époque, et y interdit l'enseignement du droit civil romain, ce qui eut pour conséquence la création en 1230 de l'école d'Orléans.

#### Décès
Honorius III mourut le 18 mars 1227 sans avoir vu ses projets de croisade menés à leur terme. C'est son successeur Grégoire IX qui poursuivit leur réalisation. 
Il est inhumé dans la basilique Sainte-Marie-Majeure.